# 騙し合いバトルロワイヤル THE完全犯罪
騙し合いバトルロワイヤル THE完全犯罪（だましあいバトルロワイヤル ザかんぜんはんざい）は、読売テレビで2021年7月11日から9月12日まで放送されていたクイズバラエティ番組。

## 概要
クイズと人狼ゲームの要素を組み合わせた番組。4人のプレイヤーが協力して3択クイズに挑戦するが、プレイヤーの中には正解を全て知ったうえで誤った解答へ導く「ブラック」が紛れている。3問中2問以上正解すればプレイヤーの勝利、正解が1問以下だとブラックの勝利となる。3問すべて正解ならプレイヤーに賞金が与えられ、逆に3問すべて不正解ならブラックに賞金が与えられる。最終的に負けた方には「洗礼」という名目で罰ゲームが執行される。MCのアンタッチャブルのうち、柴田はブラックを知っている状態で番組を進行し、山崎はブラックとクイズの正解を知らない状態で自由にコメントする。

## 出演者
MC
- アンタッチャブル（山崎弘也、柴田英嗣）

## 放送日
| 回    | 放送日  | 放送時間                      | プレイヤー                                                                   | 備考                       |
| ----- | ------- | ----------------------------- | ---------------------------------------------------------------------------- | -------------------------- |
| 1     | 7月11日 | 日曜 1:08 - 1:38 （土曜深夜） | 王林、カズレーザー（メイプル超合金）、児嶋一哉（アンジャッシュ）、丸山桂里奈 |                            |
| 2     | 7月18日 | 日曜 1:38 - 2:08 （土曜深夜） | アンミカ、クロちゃん、平子祐希（アルコ&ピース）、吉住                        |                            |
| 3     | 7月25日 | 日曜 1:08 - 1:38 （土曜深夜） | 中田有紀、八田亜矢子、岡副麻希、岡田朋峰                                     | セント・フォース女子アナSP |
| 4     | 8月01日 | 日曜 1:08 - 1:38 （土曜深夜） | 石田たくみ（カミナリ）、王林、村上佳菜子、森田哲矢（さらば青春の光）         |                            |
| 5     | 8月15日 | 日曜 0:58 - 1:28 （土曜深夜） | 塚地武雅（ドランクドラゴン）、川田裕美、クロちゃん、山之内すず               |                            |
| 6     | 8月29日 | 日曜 1:08 - 1:38 （土曜深夜） | 川崎希、アレクサンダー、金子恵美、宮崎謙介                                   | ワケあり夫婦SP             |
| 7     | 9月05日 | 日曜 0:58 - 1:28 （土曜深夜） | 横山由依、須田亜香里、大家志津香、峯岸みなみ                                 | AKB48グループSP            |
| 8     | 9月12日 | 日曜 0:58 - 1:28 （土曜深夜） | 草薙航基（宮下草薙）、宮下兼史鷹（宮下草薙）、ゆん（ヴァンゆん）、井上咲楽   |                            |
| 出典: |         |                               |                                                                              |                            |

## スタッフ
- ナレーター：大塚芳忠
- 構成：高野健生、オーガネク、塩見昌矢
- TP：山下悠介
- TD：藤本伸一
- CAM：上田軌行
- VE：土井理沙
- AUD：高宮哲郎
- LD：長谷川英樹
- 撮影：堀内昭彦
- 音声：宮田伸行
- TK：後藤有紀
- 美術：箕田英二（ytv）
- 大道具：川田耕司
- 映像・モニター：照喜名弘暁
- EED：鎌田光海
- MA：ウォッシャム賢人
- 美術協力：つむら工芸、タケナカ、デンコー、アイディア リミックス クラブ、テルミック、スパーク、新光企画、高津商会、チトセアート
- 技術協力：ニューテレス、プログレッソ、ヌーベルアージュ、フリーダムオブザック、ティ・ピー・ブレーン
- メイク：M's hair&make-up
- スチール：佐野和樹
- 衣装協力：ROYAL PARTY
- AP：藤原真美・千葉美紗貴（共にダイナマイトレボリューションカンパニー）
- AD：吉田京平、佐野勇樹、松本誠、塩田匠、村野泰河
- ディレクター：岸憲人・布施美那・岡部剛・柳橋祥太（共にダイナマイトレボリューションカンパニー）
- 総合演出：千葉隆弥（ダイナマイトレボリューションカンパニー）
- プロデューサー：古河雅彦（ytv）、齋藤智札（ダイナマイトレボリューションカンパニー）
- チーフプロデューサー：新宅淳（ytv）
- 制作協力：ダイナマイトレボリューションカンパニー
- 制作著作：讀賣テレビ放送